# Eluveitie
Eluveitie (udtales El-vay-Tee) er et folk metalband fra Winterthur i Schweiz. Deres lyd kan beskrives som keltisk folkemusik med melodisk dødsmetal. Bandet blev dannet i 2002, og deres første EP, Vén, udkom i 2003.
Eluveitie bruger traditionelle instrumenter som violin, drejelire, sækkepibe, mandola, tin- og diverse andre fløjter og nogle gange endda harpe. De bruger også normale heavy metal-instrumenter som guitar, bas og trommer. Når den mandlige forsanger Chrigel Glanzmann synger, benytter han sig både af rene vokaler samt growling. Nogle sange synges også af Anna Murphy, bandets drejelirenist. De synger primært på engelsk, men også nogle gange på gallisk.

## Medlemmer
- Chrigel Glanzmann – vokal, mandola, fløjte, gaita, akustisk guitar, bodhrán.
- Meri Tadic – violin, vokal
- Merlin Sutter – trommer
- Siméon Koch – lead guitar
- Ivo Henzi – rhythm guitar
- Anna Murphy – drejelire, vokal
- Kay Brem – bass guitar
- Päde Kistler – sækkepibe, fløjte

Tidslinje

## Diskografi
- Spirit (2006)
- Slania (2008)
- Evocation I: The Arcane Dominion (2009)
- Everything Remains (As It Never Was) (2010)
- Helvetios (2012)
- Origins (2014)
- Evocation II: Pantheon (2017)
- Ategnatos (2019)